# Don't Wanna Dance
Don't Wanna Dance è un singolo della cantante danese MØ, pubblicato nel gennaio 2014. Esso è stato utilizzato come quinto estratto dall'album di debutto No Mythologies to Follow.